# South Wilmington (Illinois)
South Wilmington es una villa ubicada en el condado de Grundy en el estado estadounidense de Illinois. En el Censo de 2010 tenía una población de 681 habitantes y una densidad poblacional de 468,69 personas por km².

## Geografía
South Wilmington se encuentra ubicada en las coordenadas 41°10′28″N 88°16′53″O / 41.17444, -88.28139. Según la Oficina del Censo de los Estados Unidos, South Wilmington tiene una superficie total de 1.45 km², de la cual 1.45 km² corresponden a tierra firme y (0%) 0 km² es agua.

## Demografía
Según el censo de 2010, había 681 personas residiendo en South Wilmington. La densidad de población era de 468,69 hab./km². De los 681 habitantes, South Wilmington estaba compuesto por el 98.97% blancos, el 0.44% eran afroamericanos, el 0.29% eran amerindios, el 0% eran asiáticos, el 0% eran isleños del Pacífico, el 0% eran de otras razas y el 0.29% pertenecían a dos o más razas. Del total de la población el 2.64% eran hispanos o latinos de cualquier raza.